# Betsy Brandt
Betsy Ann Brandt (ur. 14 marca 1973 w Bay City) – amerykańska aktorka, najbardziej znana z roli Marie Schrader w serialu telewizji AMC pod tytułem Breaking Bad i jako Annie Henry w Michael J. Fox Show. 
Absolwentka liceum Bay Western City High School w Auburn, w stanie Michigan z 1996 roku, zdobyła także Bachelor of Fine Arts (odpowiednik studiów licencjackich) na University of Illinois at Urbana-Champaign. Studiowała na Uniwersytecie Harvarda i w Royal Scottish Academy of Music and Drama w Glasgow.
Karierę zaczynała od ról epizodycznych w takich serialach jak: Ostry dyżur (ER), CSI: Kryminalne zagadki Las Vegas (CSI: Crime Scene Investigation), Bez śladu (Without a Trace), Agenci NCIS (Navy NCIS: Naval Criminal Investigative Service). Rozpoznawalność przyniosła jej rola Marie Schrader w serialu Breaking Bad.